# Aromobates leopardalis
Aromobates leopardalis es una especie de anfibio anuro de la familia Aromobatidae.

## Distribución geográfica
Esta especie es endémica de la Sierra de Santo Domingo en el estado de Mérida en Venezuela. Habita entre los 2435 y 3300 m sobre el nivel del mar en el Páramo de Mucubají.

## Publicación original
- Rivero, 1978 "1976" : Notas sobre los anfibios de Venezuela. 2. Sobre los Colostethus de los Andes Venezolanos. Memorias de la Sociedad de Ciencias Naturales La Salle, vol. 35, n.º 105, p. 327-344.[5]